# Погожелиська
Погожелиська (пол. Pogorzeliska) — село в Польщі, у гміні Хоцянув Польковицького повіту Нижньосілезького воєводства.
Населення — 209 осіб (2011).
У 1975-1998 роках село належало до Легницького воєводства.

## Демографія
Демографічна структура станом на 31 березня 2011 року:
|          | Загалом | Допрацездатний вік | Працездатний вік | Постпрацездатний вік |
| -------- | ------- | ------------------ | ---------------- | -------------------- |
| Чоловіки | 106     | 20                 | 75               | 11                   |
| Жінки    | 103     | 18                 | 60               | 25                   |
| Разом    | 209     | 38                 | 135              | 36                   |